# Filip Valenčič
Filip Valenčič, slovenski nogometaš, * 7. januar 1992, Ljubljana.
Valenčič je profesionalni nogometaš, ki igra na položaju vezista. Od leta 2025 je član finskega kluba Jaro. Pred tem je igral za slovenska kluba Interblock in Olimpijo, italijansko Monzo, angleški Notts County, finske PS Kemi, HJK, Inter Turku, KuPS, PK-35 in Honko, norveški Stabæk, beloruski Dinamo Minsk, islandski ÍBV in poljsko Olimpio Grudziądz. Skupno je v prvi slovenski ligi odigral 94 tekem in dosegel 13 golov. S HJK je osvojil naslov finskega državnega prvaka v sezonah 2017, 2018 in 2021 ter finski pokal leta 2017. V sezoni 2019 je bil prvi strelec finske lige, v sezonah 2017 in 2019 pa izbran za najboljšega nogometaša finske lige. Bil je tudi član slovenske reprezentance do 16, 17, 19, 20 in 21 let.